# Badiza
Badiza is een geslacht van vlinders van de familie spinneruilen (Erebidae), uit de onderfamilie Herminiinae.

## Soorten
- B. cauxa Swinhoe, 1902
- B. despecta Walker, 1865
- B. ereboides Walker, 1864
- B. notigera Butler, 1879
- B. quadrilinearis Wileman, 1914
- B. rufosa Holloway, 1976
- B. simplex Butler, 1879
- B. thermesia Swinhoe, 1902